# Giuseppe Iamonte
Giuseppe Iamonte (Melito di Porto Salvo, 9 gennaio 1949 – Reggio Calabria, 28 agosto 2019) è stato un mafioso italiano, capobastone della cosca Iamonte della 'ndrangheta calabrese.
Divenne latitante dal 1993 e fu incluso nella lista dei più ricercati d'italia fino alla sua cattura a maggio del 2005.
È il figlio dello storico boss Natale Iamonte e fratello di Vincenzo Iamonte, ricercato anch'egli dal 1993 e arrestato il 30 luglio 2005.
Il 14 maggio 2005 fu arrestato per associazione a delinquere di stampo mafioso e traffico di droga
Il 12 giugno 2008 Giuseppe Iamonte viene condannato a 15 anni di carcere e 50000 € di multa.
Muore il 28 agosto 2019 all'età di 70 anni mentre è ricoverato a Reggio Calabria in seguito ad un violento colpo alla testa, provocato da una caduta dalla sua bicicletta. Giuseppe Iamonte era già stato operato al cuore. I funerali non sono stati celebrati pubblicamente.